# Étienne Mulsant
Martial Étienne Mulsant (2 de marzo de 1797, Marnand, Ródano – 4 de noviembre de 1880, Lyon) fue un entomólogo y ornitólogo francés.

## Biografía
Inicialmente empleado en el comercio, Mulsant escribió «Lettres à Julie sur l'entomologie, suivies d'une description méthodique de la plus grande partie des insectes de France, ornées de planches...» («Cartas a Julie sobre entomología, seguidas de una descripción metódica de la mayor parte de los insectos de Francia, ilustradas con láminas...»), dedicado a su futura esposa, Julie Ronchivole.
En 1817, es elegido alcalde de Saint-Jean-la-Bussière, donde sus padres tienen propiedades. En 1827, siguiendo a su padre y a su abuelo se vuelve juez de paz. En 1830 se establece en Lyon y en 1839 obtiene el puesto de bibliotecario asistente, y luego, en 1843 el puesto de profesor de historia natural en un colegio, puesto que ocupa hasta 1873.
En 1840, publica Histoire naturelle des Coléoptères de France, («Historia Natural de los coleópteros de Francia) France») en conjunto con varios otros entomólogos: Antoine Casimir Marguerite Eugène Foudras (1783–1859) y Claudius Rey (1817–1895), su antiguo alumno. También tuvo como alumnos a Francisque Guillebeau (1821–1897) y Valéry Mayet (1839–1909). Sus monografías de 1846 y 1850 sobre el asunto formaron la base de la mayor parte de la moderna taxonomía de las mariquitas Coccinellidae.
En conjunto con Édouard Verreaux (1810–1868), escribió  Histoire naturelle des punaises de France, («Historia Natural de las chinches de Francia») entre 1865 y 1879. También publicó textos escolares sobre Zoología y Geología. Fue vicepresidente y presidente de la Société linnéenne de Lyon por muchos años. También se interesó por aves, publicando varios estudios y participando de comisiones sobre el asunto y de la captura de pequeñas aves. En 1868 escribió Lettres à Julie sur l'ornithologie («Cartas a Julie sobre ornitología»). 
Una monumental obra de investigación fue publicada por Étienne Mulsant en conjunto con Édouard Verreaux, entre 1874 y 1877, titulada Histoire Naturelle des Oiseaux-Mouches, ou Colibris constituant la famille des Trochilïdes («Historia Natural de los colibríes, constituyentes de la familia de los troquílidos»). Se compone de cuatro tomos de texto, con un Atlas separado de láminas coloridas en formato «imperial quarto» (559 x 762 mm) conteniendo 120 grandes láminas litografiadas coloridas a mano finamente ilustradas por Louis Victor Bevalet, de todas las especies conocidas de colibríes. Copias de este Atlas ilustrado de colibríes son extremadamente raras. Es el autor de la descripción de numerosas especies de colibríes, varias en conjunto con Jules Bourcier (1797–1873).

## Honores

### Eponimia
Étienne Mulsant es homenajeado en el nombre científico de numerosas especies:
- Aves:
  - Chaetocercus mulsant, el colibrí de Mulsant
- Insectos:
  - Azya mulsanti
  - Dilatitibialis mulsanti
  - Hypoceras mulsanti
  - Microcaria mulsanti
  - Euserica mulsanti
  - Pachydissus mulsanti
  - Chrysobothris mulsanti
  - Lamprohiza mulsanti
  - Anaspis mulsanti
  - Atractonotus mulsanti
  - Nemaschema mulsanti
  - el género Mulsantina

## Abreviatura (zoología)
La abreviatura Mulsant  se emplea para indicar a Étienne Mulsant como autoridad en la descripción y taxonomía en zoología.